# Nezumia investigatoris
Nezumia investigatoris är en fiskart som först beskrevs av Alcock, 1889.  Nezumia investigatoris ingår i släktet Nezumia och familjen skolästfiskar. Inga underarter finns listade i Catalogue of Life.